# Strmec, Luče
Strmec je naselje v Občini Luče.